# Léo Grandsire
Pour les articles homonymes, voir Grandsire.
Léo Grandsire, né le 31 décembre 1996, est un rameur d'aviron français.

## Carrière
Il remporte la médaille de bronze en quatre de couple poids légers aux Championnats d'Europe d'aviron 2019 à Lucerne avec Hugo Beurey, Benjamin David et Ferdinand Ludwig.